# Cabeça de xara
Cabeça de xara (ou “queijo-de-cabeça”) é um patê feito com as partes moles da cabeça do porco, com excepção do cérebro, típica da culinária de Portugal, especificamente da região do Alto Alentejo. A cabeça é deixada em sal durante dois dias e depois é lavada e cozida em água, com cebola, alho, pimenta redonda, salsa, sálvia, manjerona, vinho branco e vinagre, até se conseguir separar a carne dos ossos. A carne, língua, pele e cartilagens, depois de bem migadas, são metidas dentro dum pano, bem apertadas, podendo formar um rolo que se pendura para deixar sair o líquido, se necessário colocando-o debaixo de pesos. Não precisa de curar e serve-se cortada em fatias.
Esta preparação, com variantes locais, é também popular noutros países:

## Estados Unidos
Na culinária sulista é conhecida como “head cheese”, hoghead cheese ou hog head cheese, ou ainda “souse”, é feita de maneira semelhante à portuguesa mas, por vezes, usando apenas os chispes, os joelhos e orelhas do porco; a carne e cartilagens são de novo colocadas no caldo até este ficar espesso e é refrigerado até ficar sólido. É normalmente servida como um acepipe.

## Itália
A “coppa marchigiana”, ou “coppa di testa” é o equivalente italiano da cabeça de xara ou “queijo-de-cabeça”, típica das regiões centrais de Marche e Umbria. É preparada cozendo a carne e pele da cabeça do porco, assim como a língua e as orelhas, aromatizada com pistácios, canela, noz moscada e laranja ou limão ralados ou em pedaços; depois de cozida, a mistura é prensada, normalmente metida dentro dum pano de cozinha e colocada num lugar frio.